# Sora no Otoshimono
Sora no Otoshimono (そらのおとしもの lit. La propiedad perdida del cielo?) es una serie de manga escrita e ilustrada por Suu Minazuki. 
La trama gira en torno a Tomoki Sakurai, un adolescente bastante pervertido cuyo único deseo es vivir una vida tranquila, pero que se encuentra con un ángel que cayó del cielo, quien se convierte en su ayudante.
El manga comenzó a ser publicado mensualmente en la edición de mayo de 2007 de la revista Shōnen Ace. El primer tankōbon fue publicado por Kadokawa Shoten y lanzado el 26 de septiembre de 2007, y finalizó el 26 de enero de 2014 con 19 volúmenes. 
Además, AIC produjo una adaptación al anime, que comenzó a emitirse en Japón en el año 2009, que consta de dos temporadas, la primera de trece episodios más un OVA y la segunda —emitida en octubre de 2010— de doce episodios. 
Asimismo, se estrenó el 25 de junio de 2011 una película titulada Gekijōban Sora no Otoshimono: Tokei-jikake no Angeloid (劇場版 そらのおとしもの 時計じかけの哀女神（エンジェロイド?), cuya historia continúa la trama de la serie.
 Una segunda película se lanzó el 26 de abril del 2014, titulada Sora No Otoshimono Final: Eternal My Master (Final propiedad pérdida del cielo, mi eterno maestro) poco después se lanzarían dos juegos basados en el manga de la franquicia, concluyendo la obra de esta manera.

## Argumento
La trama gira en torno a Tomoki Sakurai, un estudiante que trata de llevar una vida en paz y sin ninguna preocupación. Tiene un peculiar sueño sobre un ángel de quien afirma estar enamorado y le pide que la rescate del cielo, siempre despierta llorando de este sueño. 
Su amiga Sohara le dice que vaya a ver a Sugata-Senpai, ya que él se supone sabe muchas cosas, a lo cual Tomoki se niega, ya que Sugata tiene fama de ser medio raro; Sugata con sólo escucharlo determina de forma poco coherente que su sueño está relacionado con un extraño agujero negro en el cielo, que cree que puede ser un nuevo continente, y le promete descubrir cual es esa relación; a lo cual Tomoki no queda muy convencido.
Así que un día es invitado por Sugata para ir a la medianoche a presenciar un extraño acontecimiento que se verá en el cielo de su ciudad.
Mientras que Tomoki se encuentra solo y está pensando en si asistirán sus compañeros o no, Sugata lo llama para advertirle que se aleje del lugar, pues detecta que algo está cayendo desde el extraño agujero negro.
Lo que cae resulta ser Ikaros, un angeloid (una sirviente con aspecto humano y alas) que Tomoki encuentra inconsciente y decide ayudar. 
Al despertar, Ikaros convierte a Tomoki en su dueño, y este decide llevársela a su casa y acogerla.

## Personajes

### Humanos
Tomoki Sakurai (桜井 智樹 Sakurai Tomoki?)
Seiyū: Sōichirō Hoshi
El personaje principal de la serie, pervertido pero de buen corazón, cree que los angeloid pueden tener una vida sin tener que seguir las órdenes de sus amos, las trata como iguales, odia las armas y no desaprovechará ninguna oportunidad para poder espiar a las chicas mientras se cambian o cosas peores. 
Entre sus mejores técnicas destacan la invisibilidad, detener el tiempo, convertirse en prendas u objetos y la mejor es convertirse en Tomoko que es la versión femenina de Tomoki la cual utiliza para infiltrarse en vestidores, baños y hasta en la clase de piscina con las chicas. 
Es un estratega completo que utilizará cualquier herramienta o técnica a su alcance para poder satisfacer sus perversiones. 
Es un verdadero Héroe para el género masculino, ya que arriesgará hasta su vida con tal de demostrar que ser pervertido es lo mejor muchos hombres lo ven como su gran ídolo esperando ser como él algún día.
Tomoki constantemente tiene recuerdos de anécdotas con su abuelo que al parecer era igualito a él, los cuales lo motivan a resolver difíciles situaciones. 
Siente algo tanto por Sohara, Nymph e Ikaros pero solo con esta última parece que llega a algo un poco más de la amistad.
Sohara Mitsuki (見月 そはら Mitsuki Sohara?)
Seiyū: Mina
Mejor amiga desde la infancia de Tomoki.
Vive enfrente de él, va con frecuencia a su casa en la mañana para despertarlo, tiene un golpe de karate mortal, que fue despertado por Tomoki, quien al querer ayudar (y molestar) a Sohara, le baja los pantalones mientras entrenaban para que Sohara tuviera una mayor fuerza física, ya que, como Sohara tenía un cuerpo débil de pequeña, no podía ir al colegio ni estar mucho tiempo afuera de su casa por lo peligroso que podía ser para ella.
Ella está enamorada de Tomoki. 
Tiene problemas emocionales por el tamaño de sus pechos, tampoco es muy lista ya que no puede resolver problemas matemáticos con Tomoki, y su peor debilidad es pronunciar el idioma inglés ya que la tortura y perturba. 
Constantemente sufre accidentes que dejan al descubierto su escultural cuerpo. Como tropiezos en el salón, caídas en el río, etc. 
Suele culpar a Tomoki por todo lo que le sucede. Algo muy interesante de ella es que a pesar de que critica a Tomoki por ser un pervertido ella tiene muy frecuentemente sueños eróticos con él, los cuales disfruta bastante. 
Al final del manga revela que es una réplica creada por Daidalos, la niña que murió de una enfermedad infantil era el avatar original de Daidalos.
Eishirō Sugata (守形 英四郎 Sugata Eishirō?)
Seiyū: Tatsuhisa Suzuki
El dirigente del club llamado "El Nuevo Mundo" y amigo de la infancia de Mikako.
```
Tiene amplios conocimientos de geografía, historia, específicamente sobre descubrimientos y mucha habilidad matemática. 
```

Frecuentemente se le ve investigando todo acerca de lo que el llama "un mundo completamente nuevo" es aventurero, un poco solitario y muy serio, no perderá la oportunidad de descubrir algo acerca del nuevo mundo, él descifró que la esfera de masa invisible que los científicos del mundo no habían logrado identificar, era el nuevo mundo, cabe destacar que en su club, él es el único miembro, aunque de forma improvisada inscribió a Tomoki en él.
Tiene mucha fuerza y habilidades de pelea casi tan buenas como las de Mikako, al igual que con las armas. 
Vive alejado de sus padres junto a un río donde pesca, caza sus propios alimentos y realiza pruebas de vuelo y experimentos.
```
Generalmente le pide ayuda a Nymph con sus investigaciones.
```

Mikako Satsukitane (五月田根 美香子 Satsukitane Mikako?)
Seiyū: Ayahi Takagaki
La presidenta de clase.
```
Amiga de la infancia de Sugata, a quien le dice Ei-Kun, es la hija de la familia más rica y poderosa de la ciudad donde viven (en realidad su familia es la cabeza de un grupo de yakuzas), es una experta en armas y combate como era de esperarse de alguien de su clan.
```

```
Tiene momentos de psicópata, suele mostrar una actitud tranquila y normal. 
```

Disfruta meter en problemas a Tomoki y adora organizar eventos tanto en la escuela como en el pueblo en los cuales mete a Tomoki y a los demás en divertidas aventuras. 
En todos los casos ella misma participa en los eventos, que van desde lucha libre, jeopardys con castigo, gotcha y otras. 
Pero con un toque muy a su estilo.
Tiene una gran cantidad de fuerza y técnicas de pelea, pero es débil ante los ataques pervertidos de Tomoki, quien disfruta de manosearla cada vez que tiene oportunidad.
```
Al parecer tiene sentimientos un poco más profundos por Sugata ya que en los últimos capítulos le dice a Tomoki que ella ya está apartada refiriéndose a Sugata.
```

### Angeloids
Como su nombre lo indica son seres robots con apariencia de ángeles creados en el Nuevo Mundo de la "Synapse"(argumento y razón principal de todo lo que pasa en la serie y en especial a Tomoki), las angeloids tienen como objetivo el seguir las órdenes de sus "AMOS", los cuales son elegidos mediante un proceso llamado "impresión". Se unen por medio de una cadena que va desde su collar hasta la mano de su maestro; aunque es algo representativo, ya que si el maestro lo desea, la cadena se hace invisible, quedando el vínculo angeloid-maestro intacto; aunque también se ha demostrado, que si la cadena se rompe por la fuerza, el lazo angeloid-maestro queda destruido. Respecto a los angeloids, se han dado a conocer hasta el momento 3 áreas de programación que determinan su especialidad o cualidad inherente, siendo estos: el Poder de Procesamiento(Sirve para analizar y calcular), el Poder Emocional (La capacidad sentir emociones y tolerarlas), y el Poder de Lucha (Determina la habilidad en batalla, y las armas). Hay dos generaciones de angeloids, la primera fue creada por Daidalos y la segunda fue hecha por el líder de Synapse. Las angeloids de la primera generación son Ikaros, Astorea, Nymph, las Harpies y Orégano (que solo se muestra en el manga). Las angeloids que pertenecen a la segunda generación son Chaos, Kazane, Seiren y Melan (las 2 últimas solo aparece en el manga). La diferencia principal entre las dos generaciones, es que la segunda generación es mucho más poderosa que la primera, además como se menciona en el manga, las angeloids de la segunda generación evolucionan gracias a que tienen incorporadas el programa autoevolutivo "Pandora", aunque también, Daidalos al crear a la primera generación, creyó que no era bueno que se quedaran así para siempre, por lo cual les incorporó "Pandora", y para que no la usaran a voluntad les puso una protección o bloqueo.
Ikaros (イカロス Ikarosu?)
Seiyū: Saori Hayami
Una Angeloid que cae del cielo. Al principio, ella se presenta como una angeloid de clase mascota, pero, a medida que avanza la historia se descubre que es de clase batalla, tipo Alfa (Α), anteriormente con el título de Uranus Queen (Reina Urano) al parecer, por ser la más útil para su anterior maestro en Synapse, tiene alas de velocidad variable. Ikaros tiene un poder de procesamiento y de lucha bastante altos, por lo que su poder emocional es deficiente (se nota en que apenas está descubriendo sus emociones), en la primera incursión de Nymph para capturar a Ikaros, Nymph descubre que los recuerdos y emociones de Ikaros habían sido sellados y decide liberarlos, desde que Ikaros recupera sus recuerdos, y por las constantes regañinas de Tomoki, Ikaros desea ser lo más humana posible y desea ocultar sus recuerdos de su época de "arma de destrucción masiva" a Tomoki, temiendo que si éste lo descubre, podría llegar a odiarla. Está equipada con el arma "Apollon" que es un arco y flecha con poder devastador, el dispositivo antiaéreo "Artemis", y el escudo "Aegis" que defiende en todas las direcciones. En el manga dispone de "Pandora" un sistema que le permite evolucionar a la versión 2.
Tiene una debilidad por los objetos redondos que en su mayoría son sandías las que protege y cultiva, también le agrada la cabeza del papá de Mikako, cosa que es media extraña. Le encanta que Tomoki le acaricie su cabeza y busca desesperadamente parecer más humana, siempre protege a Tomoki de cualquier peligro y procura estar cerca de él.
Nymph (ニンフ Nymph?)
Seiyū: Iori Nomizu
Es un Angeloid de modelo beta (β) Tipo Guerra Electrónica. Con alas de tipo "Stealth", tiene un poder de procesamiento y emocional bastante altos, por lo que es débil en la batalla. Sus técnicas de ataque incluyen invisibilidad para ella y sus compañeros, un grito que aturde en forma de rayo llamado "Paradise Song" y es capaz de modificar las especificaciones de otros angeloids en un espacio limitado. Es enviada con la misión de llevar de vuelta a Ikaros a Synapse. Al ver cómo Ikaros es tratada por Tomoki como una igual y no como un simple objeto (como a ella le sucedía con su maestro en Synapse) termina encariñándose con los dos (además de enamorarse de tomoki), lo cual le dificulta cumplir con su misión. Le son arrancadas sus alas por las dos angeloids "Harpy" al no querer utilizar el dispositivo stealth para ayudarlas a acabar con Ikaros ya que había sido engañada por estas angeloids. Tomoki y sus amigos destruyen la cadena de Nymph, al descubrir que su amo había activado una bomba en su collar para que se destruyera si no terminaba con su segunda misión de llevar a Ikaros de vuelta o destruirla en la tierra, con lo que Nymph quedó sin amo y, por lo tanto libre de quedarse al lado de Tomoki e Ikaros. También pose "Pandora" que la hace evolucionar a Nymph Aphrodite.
Tiene un gusto por las aves y en algún momento tuvo una de mascota la cual fue obligada a asesinar para complacer una petición de su maestro. También le gustan las manzanas de caramelo sobre todo cuando se las regala Tomoki. En apenas dos ocasiones ha usado sus poderes para hacer a Tomoki irresistible para las chicas, pero en poco tiempo suele cambiar de idea y "desactivar" ese atractivo ya que se muestra muy celosa de ver a otras chicas pegándose a él. También le gusta sentarse a ver telenovelas.
Harpy (ハーピー Hāpī?)
Seiyū: Michiko Neya, Maya Okamoto
Dos angeloid del tipo gamma (Γ) de clase emboscada, enviadas con la misión de destruir a la Uranus Queen (Ikaros), mienten a Nymph diciéndole que su amo en Synapse está preocupado por ella para que las ayude con su modo stealth para hacerlas invisibles y poder emboscar a Ikaros, al saber Nymph que su amo jamás diría algo así ya que para él era una angeloid inútil, intenta atacarlas, por lo que como castigo le arrancan las alas a Nymph en el mismo instante, al llegar Ikaros y los otros se enfurecen por lo que le hicieron a Nymph por lo que Ikaros decide protegerla a costa de revelar su secreto a Tomoki, las dos angeloid son derrotadas pero vuelven a Synapse, se les ve intentando cazar a Sugata cuando se emociona haciendo incursiones a Synapse para ver cuanto tarda en que las angeloid lo encuentren y capturen.
Astraea (アストレア Asutorea?)
Seiyū: Kaori Fukuhara
Es un angeloid modelo delta(Δ), tipo batalla cuerpo a cuerpo con alas del tipo "hyper-aceleración", como su poder de batalla a corta distancia es el mejor entre las angeloid de primera generación y su poder emocional también está en óptimas condiciones, ella básicamente tiene un procesamiento muy pobre y dicho con palabras de Nymph ella es la más torpe de las angeloid, fallando en muchas misiones y tropezando con casi todo. Cuenta con el escudo Aegis "L" el cual no puede crear un escudo que defienda en todas direcciones como el de Ikaros, pero es mucho más resistente, aunque no se puede usar por periodos largos de tiempo, y la espada de super oscilación de fotones "Chrysaor", lo que la vuelve el angeloid con el escudo y el arma más poderosos, desafortunadamente, al ser de combate cuerpo a cuerpo, si sufre un ataque constante desde una distancia larga, el escudo perderá potencia de defensa y no podrá responder, lo cual es su único punto débil. Ella termina enamorándose de Tomoki cuando, al recibir órdenes desde Synapse para destruir a Nymph, aprovechando el mal estado en el que se encontraba después de apenas sobrevivir a la batalla que tuvo contra Caos, Tomoki defiende a Nymph diciendo que él piensa que las angeloid pueden desobedecer las órdenes de sus amos y tomar sus propias decisiones, y en especial que para él, las angeloid podían soñar. Al ser presionada por su amo en Synapse para destruir a Ikaros y Nymph, ella destruye su cadena, con lo que queda libre del control de su amo. Además de sentir respeto por Nymph e Ikaros, a quienes llama "senpais", ella considera a Mikako como su maestra, al pedirle ayuda a esta, inicialmente para cumplir su misión. Posteriormente al animé en el capítulo 75 del manga ella muere por una sobrecarga de núcleos de parte de Chaos, confesando su amor hacia Tomoki Sakurai mientras es desintegrada por la explosión
Chaos (カオス Kaosu?)
Seiyū: Aki Toyosaki
Un angeloid de segunda generación modelo epsilon (ε), llega con la misión de ayudar a Astrea a destruir a Ikaros y Nymph, al mismo tiempo que acabar con Tomoki, tiene el poder de tomar la forma de cualquier persona y armas de largo alcance aparte de una gran fuerza, entre todas las angeloids ella es la única con la capacidad de crecer, ya que las demás no crecen ni envejecen con el paso del tiempo.
Fue vencida por primera vez por Ikaros cuando la sumergió en el mar sacrificando el Sistema Urano, luego se dedicó a crecer y desarrollarse para darles revancha y enseñarles lo que es su errado significado del "amor", sentimiento que desconocía y quería saber con locura. Fue vencida por segunda vez cuando la tres angeloids, con las habilidades de Astrea modificadas con la función de Hackeo de Nymph, se unieron y formaron un equipo.
Hiyori Kazane (風音 日和 Kazane Hiyori?)
Seiyū: Yōko Hikasa
Hiyori es una estudiante de segundo año en la escuela Tomoki. Ella tiene sentimientos por Tomoki y se une al El Club De Descubrimiento Del Nuevo Mundo con el fin de acercarse a él. En realidad, Hiyori es un ángel que fue visto por primera vez dentro de una cámara para dormir cuando Sugata fue a la sinapsis. La cámara se conecta a su cuerpo en la Tierra, que funciona como un avatar. Sugata dudó en dejar su unirse a su club ya que todavía hay un montón de cosas que no sabe acerca de lo que realmente es. Sin embargo, él le da la bienvenida de todos modos, ya que su membresía le permitirá a su club para recibir más fondos. Hasta el momento, nadie, excepto Sugata, Ninfa y Ikaros, es consciente de la verdadera identidad de Hiyori. Hiyori tiene más vergüenza cuando se sugirió que ella estaba saliendo con Tomoki, lo que sugiere que mientras que a ella le gusta Tomoki, que ni siquiera ha considerado como la medida de lo de salir con él, sin embargo, su presencia se convierte en una fuente de malestar importante para Sohara, Ninfa y Astraea. Esto se deriva de la constatación de que Hiyori es siempre amable y bondadoso con Tomoki, mientras que los otros parece que sólo ven sus "errores". Finalmente, Hiyori se las arregla para confesar sus sentimientos a Tomoki, que lo deja en estado de shock, como ninguna chica se le ha confesado a él antes. Sin embargo, su tiempo con Tomoki se vio interrumpida cuando un conductor de camión pasó por encima de su descuido, provocando su cuerpo a desaparecer y su existencia borrado de la memoria de todos (excepto las Angeloids y Tomoki).
Más tarde, Hiyori regresa como un "segunda generación Angeloid", Tipo Zeta "(第 二 世代 エンジェ ロイド タイプ ζ (ゼータ)) armado con un khakkhara llamado Deméter (デメテル Demiteru), que tiene el poder de controlar el clima, y tiene más capacidades sofisticadas de hacking que Ninfa. Su amo era el dueño anterior, las Ninfas, el hombre de la sinapsis, que la convirtió en una Angeloid para que pudiera vivir su "sueño" en la Tierra. Por suerte, Hiyori fue liberada del control de su amo gracias a la evolución Ninfas 'Aphrodite' habilidades como hackers, lo que permite que se quede en la Tierra como un Angeloid libres. Hiyori más tarde se retira de la New World Discovery Club, ya que ella ya ha logrado su objetivo de acercarse a Tomoki (incluso yendo tan lejos como besarlo a él).
Después de que el arco de película, o Hiyori, ella sigue reapareciendo como un personaje menor.
En el último tomo del manga, se puede apreciar de cierta manera, que se convierte en una mejor amiga de Nymph.En el capítulo 70 del manga, Hiyori muere a causa de Chaos, al intentar enseñarle que es el amor. Pero al final del capítulo 77 del manga ella revive junta con todas las angeloids.
Minos
El líder actual de la Sinapsis, al que todos los angeloids llaman "Amo de la Sinapsis" o simplemente "Amo". Viste con una toga estilo griega y casi siempre se le ve sentado en su silla disfrutando de lo que los Downers hacen en la tierra. Su poder es desconocido, pero la mayoría de los angeloids (con excepción de Ikaros y Chaos) temen de su poder (solo se muestra un poco, puede lanzar rayos violentamente, capaces de destruir a un angeloid al instante).
Orégano
Siendo una angeloid del tipo médico, siendo aparentemente igual a Ikaros (incluso en el peinado) y con un traje parecido al de Nymph solo que con un gorro de enfermera. Orégano hace su debut oficial en el capítulo 24 del manga y el episódio 5 del anime, sin embargo no se sabe nada de ella hasta que reaparece de nuevo en el capiulo 52 del manga, y oficialmente recibe el apodo de "Mini Ikaros" de parte de Tomoki. Sugata la entrega a Tomoki, diciendo que él es el más apto para cuidarla, pero debido a problemas económicos, Tomoki se niega y ella se va a vivir con la presidenta donde ella, le instala un software con el cual, Orégano aprende a comunicarse. Más adelante, se revela que la presidenta le enseño a Orégano como utilizar bastantes clases de pistolas cortas, granadas, metrallas, e incluso tanques.
Ella tiene una ligera rivalidad con Nymph, ya que tuvieron varios encuentros en la Sinapsis (a causa de Nymph) y ella quiere vengar a sus "hermanas" que fueron atacadas por el canto de Nymph.
Ikaros "Melan"
Una nueva Reina de Urano, creada a partir de la experimentación de Minos, al intentar crear otras alas variables. Su apariencia es exactamente igual a la de Ikaros, con excepción de que en si, toda ella es negra, sus alas, ropas e incluso su cabello, además de poseer ojos rojos. Posee las mismas habilidades que Ikaros, pero reforzadas por pertenecer a la segunda generación de Angeloids, además de poder asimilar otras formas de vida (cambia de apariencia a la de Ikaros). Su debut fue en el capítulo 54 del manga.
Daidalos (ダイダロス Daidarosu?)
Seiyū: Asuka Ōgame
Recientemente se sabe que ella es la que contactaba a Tomoki por medio de los sueños que él tenía, ella es la creadora de la primera generación de Angeloids y nombra a Ikaros, Nymph y Astraea como sus hijas. Aunque por alguna razón ella vive en una casa que está siendo protegida constantemente por una versión mejorada del escudo Aegis, es atacada por el anterior amo de Ikaros, cuando éste va con las hermanas Harpy a decirle que la segunda generación de angeloids está completada. Esta vez activa el escudo que instaló en su casa para protegerse. Ella ayuda a Sugata cuando Nymph, al ser atacada por Chaos, no abre el portal para regresarlo desde una de sus incursiones de prueba en Synapse.
En capítulo 77 del manga revela a Tomoki que ella es en realidad la verdadera Sohara. La otra Sohara era una réplica: La niña Sohara era su avatar que murió a causa de la enfermedad (similar al caso de Hiyori), y que Sohara que creció con él era una réplica saludable para cuidarlo después. Además de crear las Angeloids, ella creó el obselisk "regla" que concede deseos y las cartas que van con él.

## Terminología
Synapse (シナプス Shinapusu?)
Synapse es un mundo alternativo situado en el cielo que es el hogar de los Ángeles y las Angeloids. Apareció por primera vez en la serie como un agujero negro en el cielo sobre la ciudad de Sorami. Eishirō Sugata cree que la Synapse es el «Nuevo Mundo» por lo que comienza a investigarla. En la Sinapsis, hay una gran cúpula que contiene numerosos ángeles en cápsulas de dormir, que los conecta con sus avatares en el mundo real. Si el avatar en el mundo real muere, la memoria que tengan los humanos de esta son olvidados, como es el caso con Hiyori. También en la sinapsis hay un gran obelisco llamado el núcleo, que tiene sus reglas escritas en él.
Este mundo se desplaza por encima de la superficie de la Tierra y es conocido por la comunidad científica, quienes lo designan como «la anomalía». En los breves reportajes que hace Sugata en los capítulos, se instruye al espectador en que la Synapse es detectada por los radares humanos mientras orbita en torno al Océano Pacífico. También menciona que los humanos lanzan aviones teledirigidos hacia la Synapse para obtener información sobre ella, sin éxito. Sin embargo, a partir del segundo capítulo y durante el resto de la serie, permanecerá en órbita sobre la ciudad de Sorami.
Angeloids (エンジェ ロイド Enjeroido?)
Las Angeloids son una serie de androides construidas por Synapse. Como parte de su nombre lo indica, son el modelo de los Ángeles y están programados para servir a sus amos. Seleccionan a sus maestros a través de un proceso llamado "impresión", en el que la cadena atada a su cuello se extiende hacia la mano de su maestro elegido y los lazos que lo conectan con el collar. La primera generación de Angeloids (Ikaros, Nymph, y Astraea) fueron construidas por Dédalo, mientras que la segunda generación de Angeloids (Chaos, Hiyori, Seiren, y Melan Ikaros) se construyeron (o en caso de Hiyori, convertida) por el Maestro del cielo. A pesar de que son androides, son al menos parcialmente, de naturaleza biológica, dado que ellos pueden hacer cosas como comer, llorar y en un caso recurrente de Astraea, sentir hambre.
Cada Angeloid se designa con una letra de la Alfabeto griego, que desciende por cada Angeloid de nueva construcción. Ikaros, el Angeloid de su construcción, es una Angeloid de "tipo Alfa", mientras que Ikaros Melan, el Angeloid más reciente, es una Angeloid de "tipo Zeta" . Cada Angeloid tiene su propias habilidades únicas y poderes, que están determinados por tres factores: el control emocional, la capacidad de combate y capacidad de procesamiento. A diferencia de los humanos y los ángeles, las Angeloids carecen de la capacidad de dormir o soñar, con Chaos (y, presumiblemente, Hiyori) siendo la única excepción. Además, la mayoría de las Angeloids (con la excepción de aquellos como Seiren, o Chaos después de devorar Seiren para evolucionar), los nombres, las armas y habilidades se derivan de los dioses y seres mitológicos griegos, o (en el caso de Chaos) las palabras se derivan de raíces griegas.
Downers (ダウナー Daunā?)
Literalmente "caídos" o "bajos". Es un término despectivo empleado por las Angeloids y otros habitantes de la Synapse para referirse a la especie humana, a quienes consideran como poco menos que insectos que se arrastran por el suelo. El Maestro del Cielo no se refiere a los humanos de otra manera, y Nymph en más de una ocasión se refiere a los humanos como "downers". Quienes más lo emplean son los angeloids de segunda generación, como Chaos.
Programa Autoevolutivo Pandora (自己 進化 プログラム パンドラ Jiko Shinka Puroguramu Pandora?)
Un programa integrado en ciertas Angeloids que les permiten aprender y adaptarse a diversos entornos y situaciones y, eventualmente, convertirse en seres más fuertes con capacidades adicionales. Chaos fue la primera en demostrar su capacidad, cuando absorbe a la angeloid de segunda generación llamada Seiren, por lo cual, le crecieron "Alas de Anfibios" que le permitieron ser capaz de nadar bajo el agua. Más tarde, Daidalos reveló que ella misma construyó el programa Pandora en todas, desde la tercera a la primera generación Angeloids, pero lo dejó protegido con otro programa para que los Angeloids no evolucionan "por error" a voluntad. En el capítulo 55, Nymph es la primera en romper y evolucionar a una forma más fuerte, y al final del capítulo, Ikaros resulta gravemente dañada, previamente tomada como irreparable, con el 97% de sus sistemas dañados y destruidos a su programa de autorreparación (y por lo tanto se le considera mejor estar "muerta" que "en estado de coma permanente"), también se activa el programa Pandora construido en su interior para evolucionar y reiniciar como "Ikaros versión II".

## Contenido de la obra

### Manga
El manga, escrito e ilustrado por Suu Minazuki, comenzó la serialización en Kadokawa Shoten 's Shōnen Ace en la edición de mayo de 2007. El primer volumen encuadernado fue lanzado el 26 de septiembre de 2007, y a partir del 26 de octubre de 2013. La serie finalizó el 26 de enero de 2014 con 19 volúmenes y un total de 77 capítulos.

### Anime
Una adaptación a anime producida por AIC y dirigida por Hisashi Saito comenzó a emitirse en Japón en octubre de 2009. El anime está licenciado en Norteamérica por FUNimation Entertainment. El tema de apertura se llama "Ring My Bell" interpretado por Blue Drops. 
En octubre de 2010 comenzó la segunda temporada de esta serie, llamada "Sora no Otoshimono Forte", con el opening llamado "Heart no Kakuritsu", interpretado por Blue Drops, terminada el 17 de diciembre de ese mismo año.

### Película
Existe una película, la cual es mostrada en pequeños cortes al final del episodio 12 de la segunda temporada, llamada Sora no Otoshimono: Tokei-Jikake no Angeloid (劇場版 そらのおとしもの 時計じかけの哀女神（エンジェロイド） lit.: El Angeloid del Tiempo?) que está basada en el manga y continúa la historia con respecto a sucesos inconclusos de la segunda temporada. El tema de apertura, llamado "Second", es interpretado por Blue Drops. Se estrenó el 25 de junio de 2011, a raíz de los sucesos del tsunami del mismo año.
Su trama básicamente gira en torno al cómo se origina un angeloid; denominado "Tipo Zeta", el cual se genera sobre la base de Hiyori Kazane, uno de los personajes de menor aparición en las temporadas previas del animé. El DVD/BD salió a la venta el 24 de febrero de 2012. Su trama es diferente a la del manga, al presentar cambios (material originales del estudio de animación), sin mencionar un final un tanto distinto, y en él se muestran varias imágenes y escenas bastante importantes en la trama, sin embargo, algunas no aparecieron en la película.

### Novelas ligeras
Una novela ligera adaptación de Sora no Otoshimono escrita por Rin Kazaki e ilustrada por Suu Minnazuki fue publicada por Kadokawa Shoten el 1 de febrero de 2010, bajo la edición de Bunko Sneaker de Kadokawa Shoten. Una secuela de la novela ligera llamada  Sora no Otoshimono f, escrita por el Rin Kanzaki e ilustrada por Minazuki y Tachibana Aaiun, fue lanzada el 1 de octubre de 2010.